# Herbert Thiele (Widerstandskämpfer, 1907)
Herbert Thiele (* 28. März 1907 in Leipzig-Gohlis; † 29. August 1940 im KZ Buchenwald) war ein deutscher Kommunist und Widerstandskämpfer gegen das NS-Regime. 

## Leben
Thiele, als Sohn eines Eisendrehers geboren, besuchte bis 1921 die Volksschule und anschließend die Kühnsche Handelsschule in Leipzig. Nach der Beendigung seiner kaufmännischen Lehre 1924 wurde er arbeitslos.
Bereits während der Lehrzeit hatte sich Thiele politisch engagiert. Er wurde 1924 Gruppenleiter des Kommunistischen Jugendverbandes Deutschlands (KJVD) in Gohlis-Eutritzsch.  1928 trat er der Roten Jungfront, der Jugendorganisation des Roten Frontkämpferbundes, bei und wurde in dieser Organisation Leiter der 10. Abteilung Eutritzsch. 1930 wurde Thiele zum Organisationsleiter der KPD-Ortsgruppe Nord, ein Jahr darauf zum Politischen Leiter der Ortsgruppe-Süd gewählt. Thiele war verheiratet und wohnte mit seiner Ehefrau und den gemeinsamen vier Kindern in der Bornaischen Straße 75 in Connewitz.
Nach der „Machtergreifung“ der Nationalsozialisten 1933 betätigte sich Thiele weiterhin  illegal für die KPD. Mehrfach führte die Gestapo Hausdurchsuchungen bei den Thieles durch. 1934 wurde Thiele schließlich verhaftet und vom Oberlandesgericht Dresden zu drei Jahren und fünf Monaten Zuchthaus verurteilt. Er war im Zuchthaus Zwickau und im Emslandlager Aschendorfermoor inhaftiert. Nach Verbüßung seiner Strafe wurde Thiele jedoch nicht entlassen, sondern in das KZ Buchenwald verschleppt. Hier starb er am 29. August 1940 im Alter von 33 Jahren angeblich an einer Vergiftung.

## Ehrungen
- 1950 wurde die Bertholdstraße in Portitz in Herbert-Thiele-Straße umbenannt.
- 1962 erhielt das Eutritzscher Feierabendheim den Namen Herbert-Thiele-Heim. Thieles Eltern verbrachten dort ihre letzten Lebensjahre.[1]